# خالد السنانی
خالد السنانی (انگلیسی: Khaled Al-Senani؛ زادهٔ ۴ اکتبر ۱۹۸۹) یک بازیکن فوتبال است.